# 大浦教之助
大浦 教之助（おおうら のりのすけ、1793年（寛政5年） - 1864年11月24日（元治元年10月25日））は、江戸時代後期の武士で、対馬府中藩士。名は和礼。通称は別に喜左衛門。
勘定奉行や、大目付などをへて加判列（家老）となる。元治元年（1864年）藩校日新館の創設を主宰。
禁門の変によって、尊攘派の勢力が衰退すると、佐幕派の勝井五八郎により尊攘派の首謀者として投獄され、同年10月25日に獄死した。

## ソース
1. ↑  日本人名大辞典+Plus,朝日日本歴史人物事典, デジタル版. “大浦教之助とは”. コトバンク. 2021年1月27日閲覧。